# フェルバッハ
フェルバッハ (ドイツ語: Fellbach, ドイツ語発音: [ˈfɛlbax]) はドイツ連邦共和国バーデン＝ヴュルテンベルク州レムス＝ムル郡に属す市である。シュトゥットガルトの北東に境を接している。本市は、シュトゥットガルト地方（1992年まではネッカー中流域）およびシュトゥットガルト大都市圏に属す。本市は郡庁所在地のヴァイブリンゲンに次いでレムス＝ムル郡で2番目に大きな街であり、ヴァイブリンゲンとともに周辺市町村の中級中心をなしている。
フェルバッハの人口は1950年代に2万人を超え、これによって1956年4月1日に発効したバーデン＝ヴュルテンベルク州の市町村法に基づく「大都市」となっている。2018年現在の人口は4万6千人強である。

## 地理

### 位置
フェルバッハは、ネッカー盆地の南部、ネッカー川とレムス川の谷にはさまれたシュールヴァルトの支脈にあたる高台に位置している。この高台は、本市内ではカペルベルク (469.0 m)、ケルネン (513.2 m) といった山をなしている。市域の北部は、「シュミーデナー・フェルト」と呼ばれる地域にまで広がっている。

### 隣接する市町村
フェルバッハは、東から時計回りに以下の市町村と境を接している: ヴァイブリンゲン、ケルネン・イム・レムスタール（ともにレムス＝ムル郡）、シュトゥットガルト（郡独立市）、レムスエック・アム・ネッカー（ルートヴィヒスブルク郡）。

### 市の構成
フェルバッハ市は中核市区と、以前は独立した町村であったシュミーデン（1973年1月1日に合併）とエフィンゲン（1974年4月1日に合併）の2市区からなる。両市区は中核市区とほとんど境界が判らないほどに一体化している。それぞれの市区内には固有の名称を持って識別される居住地が存在するが、多くの場合精確な境界が設けられているわけではない。フェルバッハ市は5つの集落地区に分けられる。フェルバッハ市区にはフェルバッハ本体とリンドレ州ラックが属す。エフィンゲン市区にはエフィンゲン本体とゲヘフト・テンホーフが、シュミーデン市区にはシュミーデンが属している。

### 地域計画
フェルバッハは隣接するヴァイブリンゲンとともに、シュトゥットガルトを中心とするシュトゥットガルト地域内の中級中心となっている。ヴァイブリンゲン/フェルバッハ中級中心地域には、レムス＝ムル郡南西部の市町村、すなわちベルグレン、ケルネン・イム・レムスタール、コルプ、ロイテンバッハ、シュヴァイクハイム、ヴァインシュタット、ヴィネンデンが含まれる。

### 土地利用
| 土地用途別面積 | 面積 (km2) | 占有率 |
| -------------- | ---------- | ------ |
| 住宅地         | 2.89       | 10.4 % |
| 産業用地       | 2.05       | 7.4 %  |
| レジャー用地   | 0.83       | 3.0 %  |
| 交通用地       | 3.23       | 11.7 % |
| 農業用地       | 14.53      | 52.4 % |
| 森林           | 3.08       | 11.1 % |
| 水域           | 0.11       | 0.4 %  |
| その他の用地   | 0.99       | 3.6 %  |
| 合計           | 27.71      |        |

出典: Statistisches Landesamt Baden-Württemberg

## 歴史

### フェルバッハ

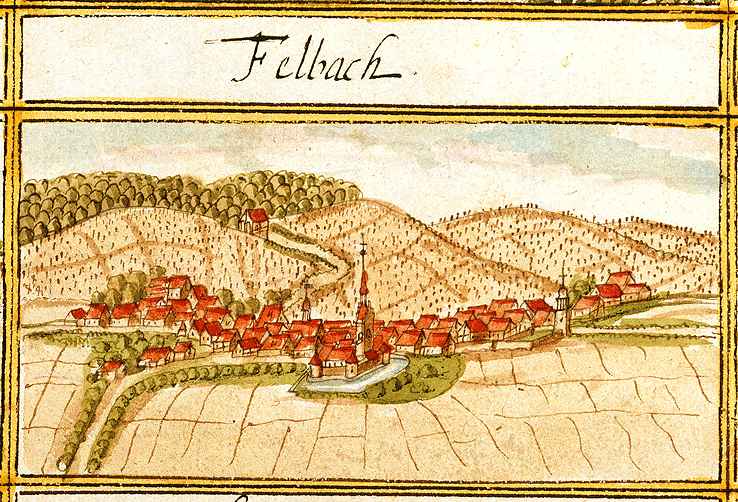
アンドレアス・キーザーの1685年の森林登録簿に描かれたフェルバッハ

フェルバッハは、1121年に Velbach という表記で初めて文献に記録されている。地名は、1357年に Velebach、1800年頃に Fehlbach と変遷している。この名称の意味は明らかでないが、Felbe =「柳の木」に由来している可能性がある。この村はカンシュタットとともに遺産としてヴェルフ家のものとなり、1191年にシュタウフェン家、おそらく1199年にはすでにグリューニンゲン伯、1291年にヴュルテンベルク伯と帰属を替えた。多くの領主がフェルバッハに所領を有しており、ヴュルテンベルク家はそれらを一つ一つ購入していった。三十年戦争の終わり頃、556人の住民がいた。フェルバッハは1811年に市場開催権を得た。1861年のレムス鉄道建設によりヴュルテンベルク邦有鉄道の鉄道網に接続した。この鉄道建設と、ヴュルテンベルク王国の首都シュトゥットガルトに近い立地であることから、フェルバッハの人口は1931年に1万人を超え、当時のヴュルテンベルクのラントゲマインデ（都市ではない田舎の町）としては最大の町にまで拡大した。この町は初め、オーバーアムト・カンシュタットに属した。このオーバーアムトが解体された後、1923年にフェルバッハはオーバーアムト・ヴァイブリンゲンに属した。このオーバーアムトは1938年からヴァイブリンゲン郡となった。1933年10月14日、この町は「市」に昇格した。第二次世界大戦後、人口は2万人を超えた。これによりフェルバッハは、1956年4月1日にヴァイブリンゲン郡内の大規模郡都市に指定された。

### 市区部
- シュミーデンは、1225年に Smidheim という名称で初めて文献に記録されている。この村は古くからヴュルテンベルク領であったが、多くの領主が所領を有してもいた。フェルバッハとは異なり、シュミーデンは初めオーバーアムト・ヴァイブリンゲンに属し、1718年からオーバーアムト・カンシュタットに属した。その解体後、1923年に改めてオーバーアムト・ヴァイブリンゲン、後のヴァイブリンゲン郡に属した[6]。
- エフィンゲンは、早くも789年にネッカーガウのヴィラ・ウフィンゲンとして記録が遺されている。13世紀には、この村はおそらくヴュルテンベルク領であったが、1389年に伯はこの村とその農場および水車を合わせてノイハウゼン家の土地と交換した。これによりこの村では宗教改革がなされず、エフィンゲンはカトリックのまま存続した。エフィンゲンは1618年にアウクスブルク聖堂参事会に売却され、1803年の世俗化後はバイエルン王国に属した。この村は、条約によって、1810年に最終的にヴュルテンベルク領に編入され、オーバーアムト・カンシュタットに属した。1923年にこのオーバーアムトが解体され、オーバーアムト・ヴァイブリンゲンに、その後ヴァイブリンゲン郡に属した。1957年8月19日、この村はその表記を Öffingen から Oeffingen に変更した[7]。

アンドレアス・キーザーの1685年の森林登録簿に描かれたフェルバッハの各市区
- シュミーデン
- エッフィンゲン

### 市町村合併
以下の町村がフェルバッハに合併した:
- 1973年1月1日　シュミーデン[8]
- 1974年4月1日　エフィンゲン[9]

## 住民

### 人口推移
値は、推測値、人口調査結果a、バーデン＝ヴュルテンベルク州統計局の公的な研究結果による。
| 年              | 人口（人） |
| --------------- | ---------- |
| 1540年          | 約 1,000   |
| 1803年          | 2,355      |
| 1810年          | 2,401      |
| 1843年          | 2,813      |
| 1861年          | 3,023      |
| 1871年12月1日   | 3,181      |
| 1880年12月1日 a | 3,512      |
| 1890年12月1日 a | 3,816      |
| 1900年12月1日 a | 4,300      |
| 1910年12月1日 a | 6,780      |
| 1925年6月16日 a | 8,500      |
| 1933年6月16日 a | 11,291     |
| 1939年5月17日 a | 14,988     |

| 年              | 人口（人） |
| --------------- | ---------- |
| 1946年          | 16,890     |
| 1950年9月13日 a | 19,314     |
| 1961年6月6日 a  | 26,040     |
| 1970年5月27日 a | 28,962     |
| 1975年12月31日  | 42,501     |
| 1980年12月31日  | 41,383     |
| 1987年5月25日 a | 39,140     |
| 1990年12月31日  | 40,930     |
| 1995年12月31日  | 42,554     |
| 2000年12月31日  | 42,946     |
| 2005年12月31日  | 44,054     |
| 2010年12月31日  | 44,665     |
| 2015年12月31日  | 45,147     |
| 2016年12月31日  | 45,438     |

### 宗教
フェルバッハは古くからヴュルテンベルクに属しており、元々はカンシュタットのウフ教会の管轄下にあった。中世には、フェルバッハは独自の教会区となっていた。教会は元々は聖マリア、後に聖ガルスに献堂されていた。1534年にヴュルテンベルク領で宗教改革が行われた。現在の本市の教会は、主に15世紀に建設されたルター教会である。ルター教会の他にパウルス教会（1927年建造）やメランヒトン教会（1964年建造）、リントレ地区にヨハネス＝ブレンツ教会がある。シュミーデン市区もヴュルテンベルク家によって宗教改革がなされた。ここにも古い福音主義教会がある。エフィンゲンでは1970年になって初めて福音主義教会と教会区が設けられた。フェルバッハ市のすべてのプロテスタント信者は、ヴュルテンベルクの福音主義地方教会の、かつてはカンシュタット教会監督管区、現在はヴァイブリンゲン教会監督管区に属している。
宗教改革以前、フェルバッハのカトリック信者はコンスタンツ司教区に属し、グルンバッハ参事会「ante nemus」助祭長の管轄下に置かれていた。再びカトリックが興った後、1923年に独自の教会（聖ヨハネス教会）が建設された。この教会は1949年に再建された。1967年に第2の教会としてマリア＝レギナ教会が建設された。
シュミーデンではカトリック信者の流入により、1958年に独自の教会（聖三位一体教会）が建設された。シュミーデンには1961年から独自の司祭区が設けられた。
エフィンゲンは、福音主義のヴュルテンベルクにおけるカトリックの飛び地であった。エフィンゲンはノイハウゼン騎士家の所領で、1619年にアウクスブルク聖堂参事会に売却された。1800年頃の短期間エフィンゲンにフランシスコ会修道院が設けられていた。エフィンゲンの村はずれに古いカトリック教会があったが、第二次世界大戦中に空襲により被害を受けた。現在のクリストゥス・ケーニヒ教会は1968年に建設された。フェルバッハ市の3つの司祭区は、2003年に創設されたイタリア語話者のマリア・レギナ教会とともに、ロッテンブルク＝シュトゥットガルト司教区レムス＝ムル首席司祭区内でフェルバッハ司牧会を形成している。
新使徒派教会はフェルバッハに、1400席を有するシュトゥットガルト使徒管区中央協会を建設した。ここには、霊的最高位者にあたる主任使徒や、その他の新使徒派教会の高位聖職者がしばしば訪れる。2005年の聖霊降臨祭には、当時主任使徒であったヴィルヘルム・レーバーが礼拝を行った。
2大教会の他にフェルバッハにはギリシア正教会やいくつかの自由教会も存在する。たとえば統一メソジスト教会 、メノナイト教会、センブンスデー・アドバンティスト、エホバの証人などがフェルバッハで活動している。1997年からはシュミーデン市区のファティー＝モスクでイスラム教の礼拝が行われている。

## 行政

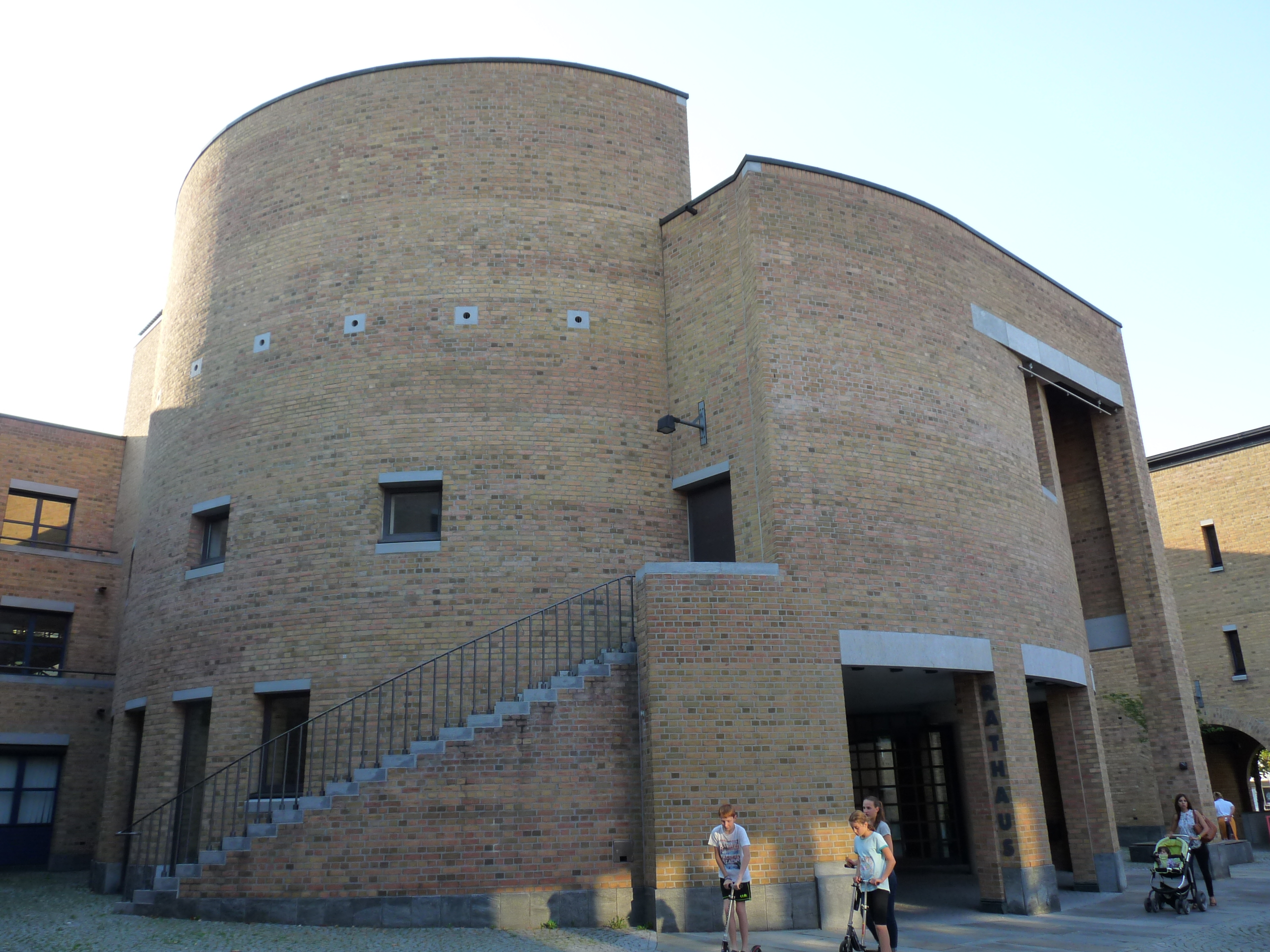
フェルバッハ市庁舎

### 議会
フェルバッハの市議会は、選挙によって選出された32人の名誉職の議員と、議長を務める上級市長で構成されている。上級市長は、市議会において投票権を有している。

### 青年議会
フェルバッハの青年は1999年から市の運営に関与している。青年議会は、自治体行政の青年の伝達組織および青年と市の組織との仲介役として存在している。

### 首長
フェルバッハのトップは、古くは「シュルタイス」、1930年から公式に「ビュルガーマイスター」（通常の市町村長にあたる語）と呼ばれ、大規模郡都市に昇格した1956年4月1日以降「オーバービュルガーマイスター」（上級市長）と呼ばれる。上級市長は8年ごとに直接選挙で選出される。上級市長は市議会の議長を務める。
第二次世界大戦以後の首長を列記する:
- 1945年: アルフォンス・マイヤー
- 1945年 - 1948年: ハインリヒ・シュナイトマン
- 1948年 - 1966年: マックス・グラザー
- 1966年 - 1976年: グントラム・パルム (FDP)
- 1976年 - 2000年: フリードリヒ＝ヴィルヘルム・キール (FDP)
- 2000年 - 2016年: クリストフ・パルム (CDU)
- 2016年11月7日以降: ガブリエーレ・ツル（無所属）

### 紋章
図柄: 赤地に、上下一列に配置された3つの銀色のオオカミ用の罠。
市の旗は白 - 赤である。
この紋章はフェルバッハの地元貴族を象徴している。この紋章は1956年3月13日にバーデン＝ヴュルテンベルク州政府の認可を得た。

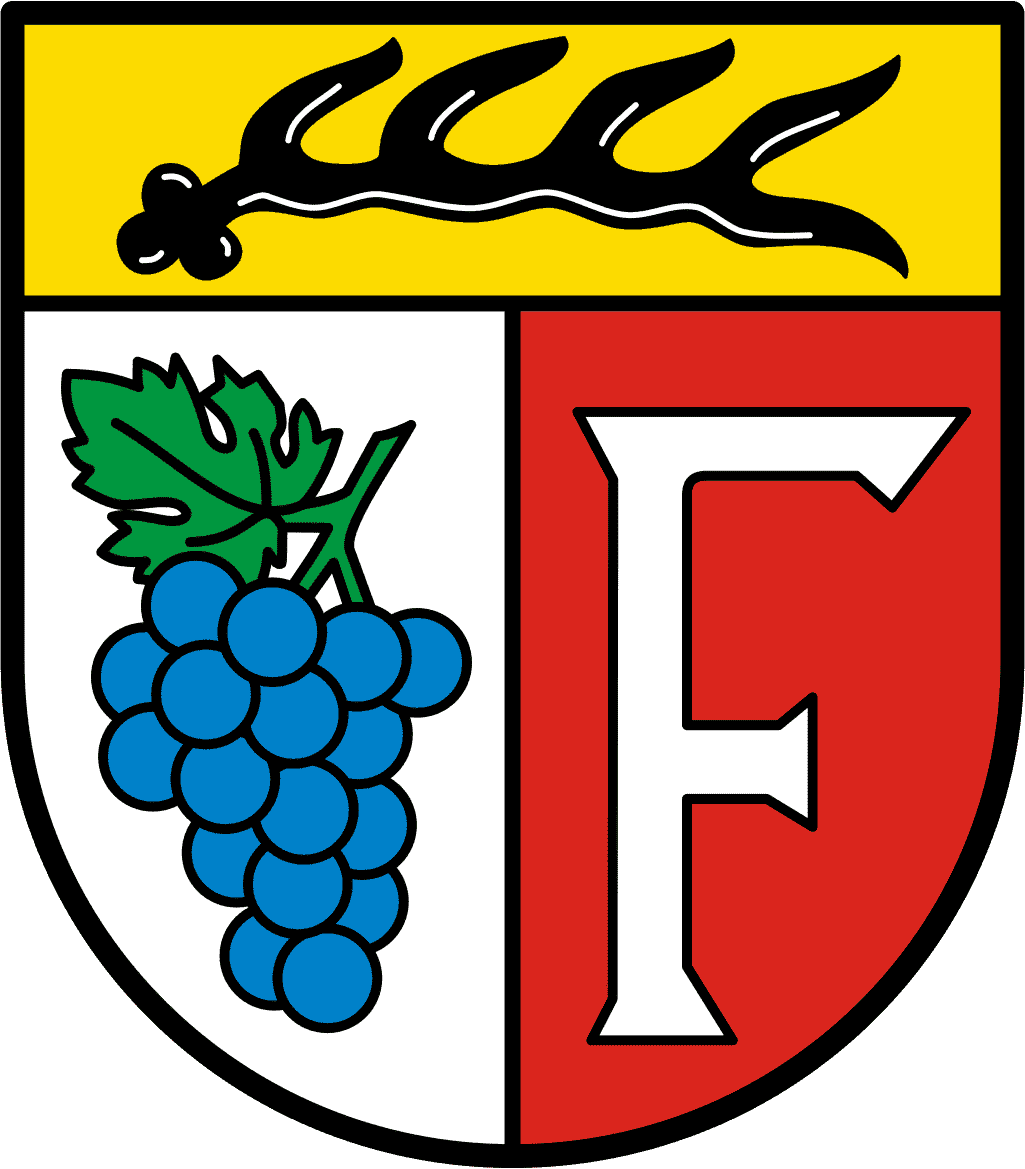
1956年までの古い紋章

1933年まで使われていた紋章は、フェルバッハ村の境界石の徴であったイニシャルの F が書かれていた。その後、ワイン造りを象徴する青いブドウの房と銀色の F を書いた紋章が、現在の紋章が認可される1956年まで使われていた。

### 姉妹都市
フェルバッハは以下の都市と姉妹都市協定を結んでいる:
- タン＝レルミタージュ（フランス、ドローム県）1964年
- トゥルノン＝シュル＝ローヌ（フランス、アルデシュ県）1973年
- エルバ（イタリア、ロンバルディア州）1978年
- ペーチ（ハンガリー、バラニャ県）1986年
- マイセン（ドイツ、ザクセン州）1987年

これら5つのヨーロッパの都市とは一部で緊密な交流が行われている。フェルバッハ側では、その活動に上級市長の専門部局、姉妹都市協会、外国文化協会、学校、市民が重要な役割を担っている。
たとえば、以下のような活動が行われている:
- 学生、青年、家族の交換留学
- 地方自治体、クラブ、青年会の代表者を含む使節の定期的な相互訪問
- ゲスト都市の若者のための奨学・実習制度
- いくつかの都市の若者が自主的に組織した独立プラットフォーム（欧州青年コミッティー）による交流

さらにフェルバッハは、2000年からコソヴォのスハレカと青少年・教育施設を建設・運営するプロジェクトパートナー協定を締結した。この施設は「フェルバッハ＝ハウス」と名付けられた。

## 経済と社会資本

### ワイン造りと農業

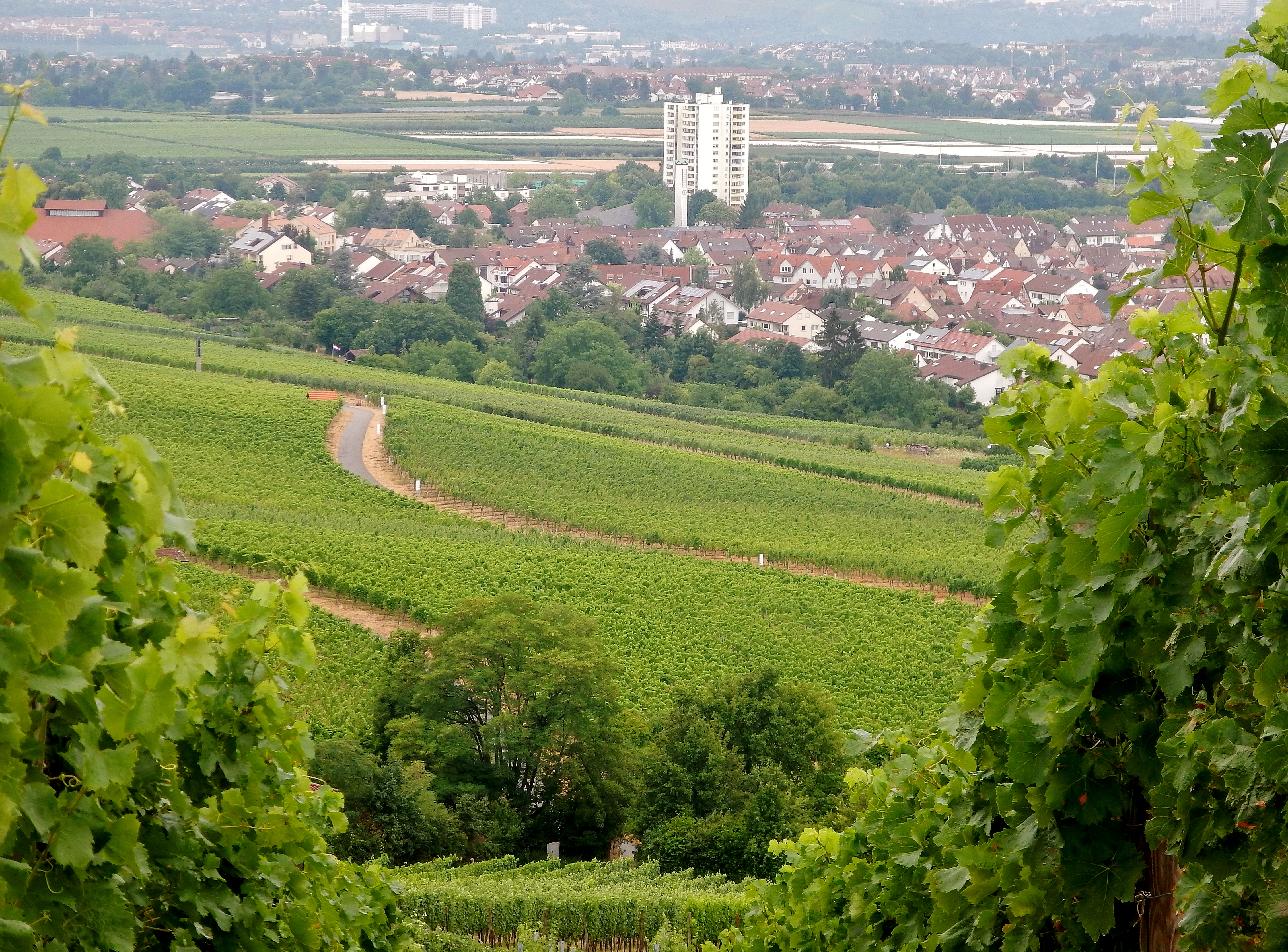
ブドウ畑からフェルバッハを望む

フェルバッハは、工業化以前には、特にワイン造りの街であった。カッペルベルクでのブドウ栽培は1245年に初めて史料に記載されている。現在 182 ha のブドウ畑で栽培が行われている。フェルバッハー・ヴァインゲルトネルンの他に、一連の個人所有のワイン農場があり、中でもVDP（ドイツ・プレディカーツワイン生産者協会）のアルディンガーやシュナイトマンが優れている。フェルバッハ、シュミーデン、エフィンゲン周辺の畑では主に穀物やトウモロコシが栽培されている。シュミーデンの農地はドイツで最も肥沃な農地の1つとされている。園芸業はかつてフェルバッハを全国的に知らしめるほど重要であった。

### 小売業
1990年代までの産業は、特にバーンホーフ通りやカンシュタッター通り界隈の小売業が主力であった。構造変革によって大きな変化が起こった。古くからある地元の小売業者は、競合他社の圧力や購入者の減少により閉店していった。その跡地には飲食店や日焼けスタジオが開店した。

### 通勤者
その後、現在の市区は主に通勤者のベッドタウンとして発展した。しかし中小企業も多く存在している。その多くは金属産業分野の会社である。

### 交通
連邦道 B14号線（シュヴェービッシュ＝ハル - シュトゥットガルト）は、1992年に完成した長さ 1600 m のカッペルベルクトンネルを通っている。このトンネルは、通過車両を市域南部のバイパス道路へ迂回させている。 シュトゥットガルト北東環状道はフェルバッハの抵抗によりこれまで建設されておらず、B29号線（ヴァイブリンゲン/フェルバッハ - シュヴェービッシュ・グミュント - アーレン）は、フェルバッハの東端から、一部 B14号線と共通の形でスタートしている。この他にフェルバッハにはもう1本トンネルがある。1997年に開通したフェルバッハ・シュタットトンネルである。このトンネルは、B14号線の旧道を、カッペルベルクトンネルを通らずに市街地の地下を通って、シュトゥットガルト＝バート・カンシュタット側はフェルバッハ・ヘーエン通り、ヴァイブリンゲン側はフェルバッハ・ビュール通りにつながっている。

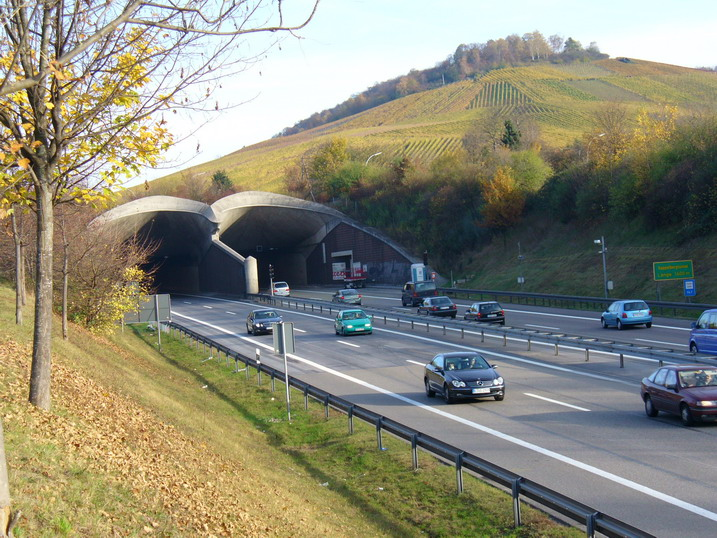
連邦道 B14号線のカッペルトンネル西口

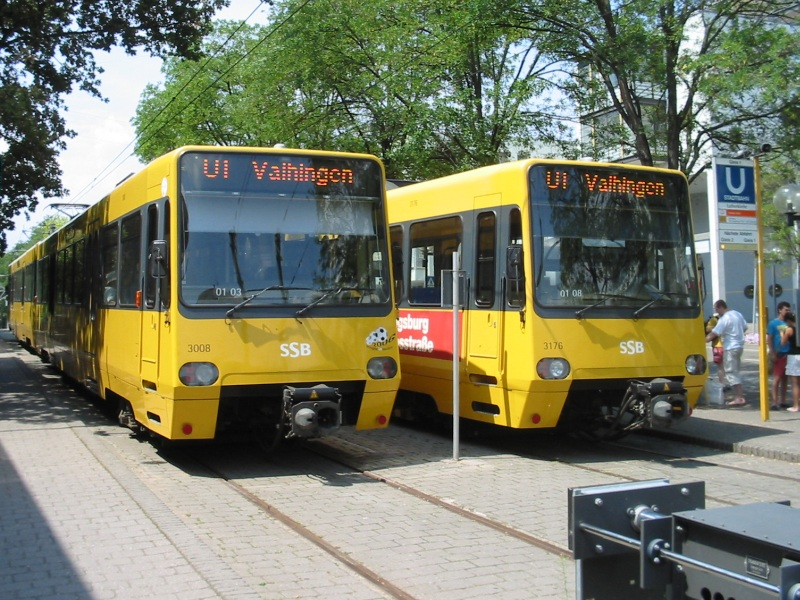
U1号線の終点フェルバッハ・ルター教会駅

フェルバッハは、シュトゥットガルト交通・運賃連盟に加盟しており、これにより公共旅客交通の便が良い。本市は シュトゥットガルトSバーンの S2号線（ショルンドルフ - シュトゥットガルト - 空港 - フィルダーシュタット）および S3号線（バックナング - シュトゥットガルト空港）の停車駅がある。フェルバッハ駅はカテゴリー3の駅である。フェルバッハのルター教会前には、シュトゥットガルト市電 AG の U1号線（フェルバッハ・ルター教会 - 中央駅 - ファイインゲン駅）の終着駅がある。さらに市内は、バス路線 58番（（ゾンマーライン -）オーベーレ・ツィーゲライ - シュミーデン - 市庁舎）、60番（ウンタートュルクハイム - ルギンスラント - フェルバッハ - シュミーデン - エフィンゲン）、67番（フェルバッハ老人ホーム - フェルバッハ駅）、207番（フェルバッハ・アルテ・ケラー - ヴァイブリンゲン駅 - コルバー・ヘーエ）、212番（シュテッテン - ロンメルスハウゼン - フェルバッハ駅）で結ばれている。
シュミーデンには、3つの駅の間を運行する公園鉄道がある。アーベントイアーシュピールプラッツ・レームグルーベの近くにある。
- フェルバッハ駅
- フェルバッハ公園鉄道

### メディア
フェルバッハ（およびケルネン・イム・レムスタール）では、日刊紙としてフェルバッハー・ツァイトゥングが刊行されている。この新聞の全国面はシュトゥットガルト・ナハリヒテンと同じである。この新聞にはフェルバッハ向けの特別な地方面がある。地方面は、通常6面で構成されており、政治や街の出来事の他に街特有のスポーツ面もある。
シュトゥットガルター・ツァイトゥングもフェルバッハやケルネン・イム・レムスタールでは、特別に作成した地方面をつけて刊行されている。

### 公共機関
フェルバッハには、バーデン＝ヴュルテンベルク州の給与・扶養部局やシュトゥットガルト化学・獣医学検査局 (CVUA) がある。
ゾンマーライン近くの工業地区には、一般の立ち入りが禁止されたバーデン＝ヴュルテンベルク州犯罪局の建物がある。この機関は過激派グループへの対応に従事している。

### 教育
フェルバッハには、ギムナジウム 2校（フリードリヒ＝シラー＝ギムナジウムとグスタフ＝シュトレーゼマン＝ギムナジウム・シュミーデン）、実科学校 2校（アウベールレン実科学校とヘルマン＝ヘッセ実科学校シュミーデン）、基礎課程・本課程学校 2校（ツェッペリンシューレとアルベルト＝シュヴァイツァー＝シューレ・シュミーデン）、基礎課程学校 4校（マイクラーシューレ、ジルヒャーシューレ、アンネ＝フランク＝シューレ・シュミーデン、シラーシューレ・エフィンゲン）、養護学校 1校（ヴィヒェルンシューレ）がある。さらにフェルバッハには、3校あるレムス＝ムル郡の精神・身体障害者のための学校のうちの1校であるフレーベルシューレ（学習幼稚園を併設している）がある。この他に市立音楽学校、青年芸術学校、青年技術学校が各1校ある。
私立学校としては、ヘルムート＝フォン＝キューゲルゲン＝シューレ（ヴァルドルフ教育）や SIS スイス国際学校ドイツがある。
ウンテーレス・レムスタール市民大学は、ヴァイブリンゲン、フェルバッハ、ヴァインシュタット、ケルネン、コルプの市町村が共同で運営する市民大学である。
- ジルヒャーシューレ
- ヴィヒェルンシューレ
- フェルバッハ音楽学校

## 文化と見所

### 演劇

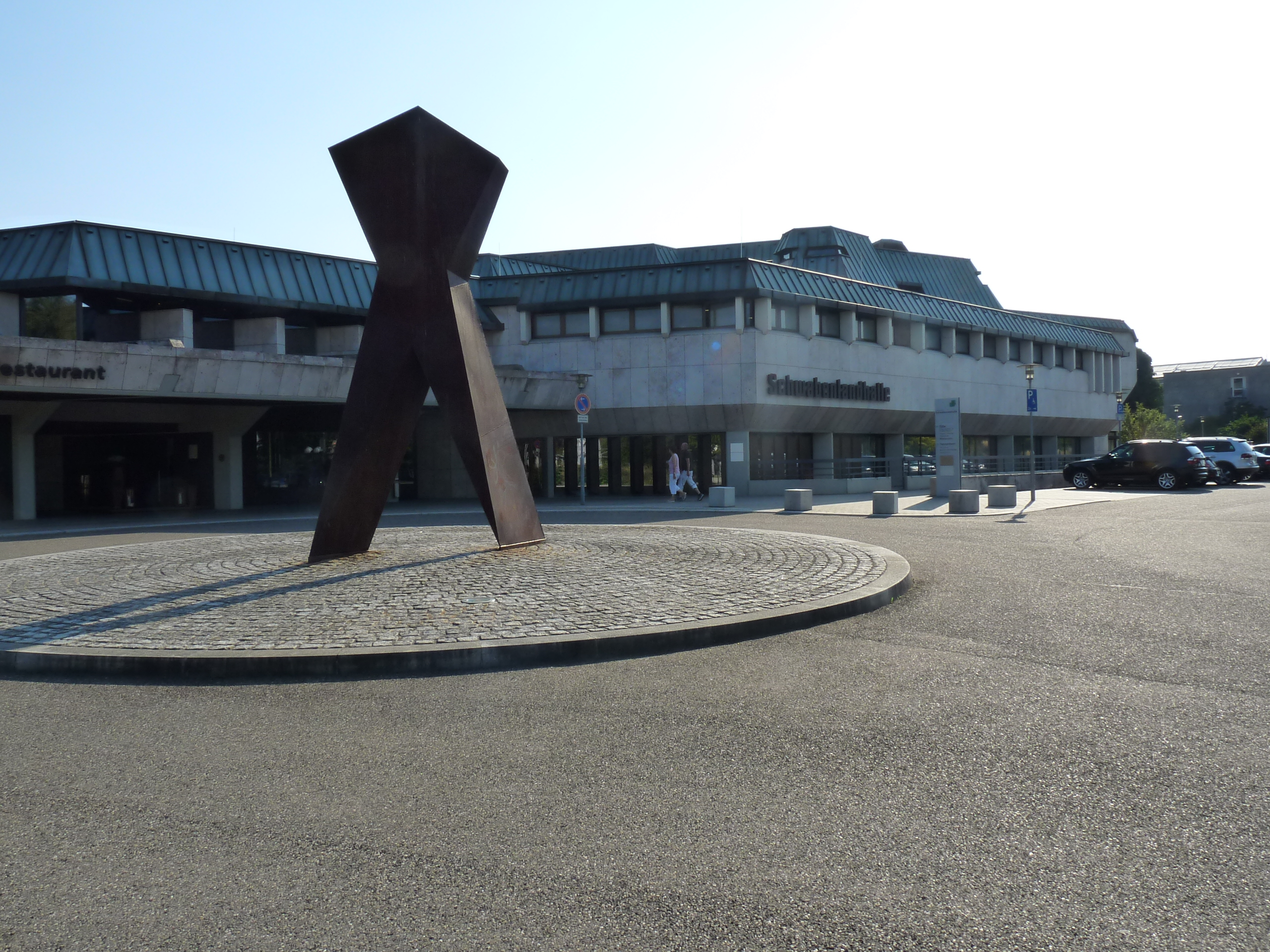
シュヴァーベンラントハレ

シュヴァーベンラントハレは1976年から、「ワインと会議の街」を標榜するフェルバッハ市の文化・会議センターとなっている。2003年には 372の催しに、合計 125,951人が来館した。ここでは定期的に客演の演劇公演が行われる。
フェルバッハには劇団「テアター・イム・ポリゴン」もある。その本部はユーゲントハウス・フェルバッハにあり、ここで上演も行っている。年に1回、11月に国際青年演劇祭「ブンテ・ビューネ」が開催され、世界中の演劇グループが集合する。
シュミーデンには、歴史的建造物「グローセス・ハウス」のヴォールトの地下倉庫を利用したプログラム映画館「オルフェオ」がある。映画上映の他に、演芸とキャバレーの夕べ、ファルバッハー・ジャズ＝ウィークエンド、青少年向け演劇の上演が行われる。

### 博物館、美術館

#### 市立博物館

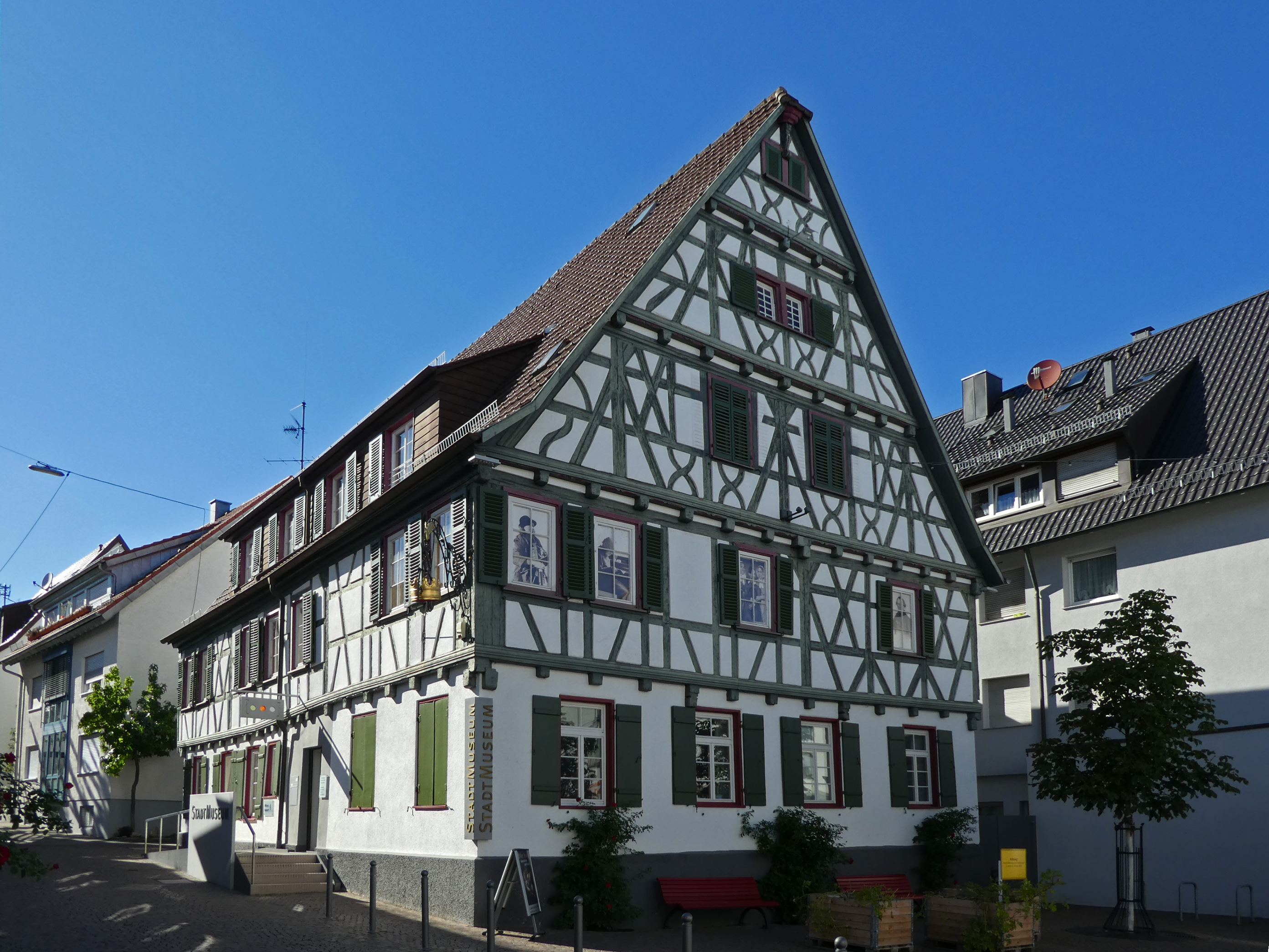
市立博物館

1977年に開館したフェルバッハ市立博物館には、市の歴史がわかりやすく展示されている。この博物館は1680年に建造された木組み建築の中にある。同じ建物にフェルバッハ文書館も入居している。この博物館は、ユニークな市立博物館として、2014年にヨーロッパ・ミュージアム・オブ・ザ・イヤーにノミネートされた（ノミネートされたのは全部で 36館）。

#### 赤十字通信博物館
この博物館は、約 100 m2 のスペースに、第二次世界停戦後から現在までに赤十字や警察、消防、救助隊、技術支援隊の出動に使われたほぼ完全な通信機器を紹介している。

#### ギャラリー
市庁舎複合体内に、1997年にフェルバッハ市のギャラリーがオープンした。

### 建築

#### 都市景観

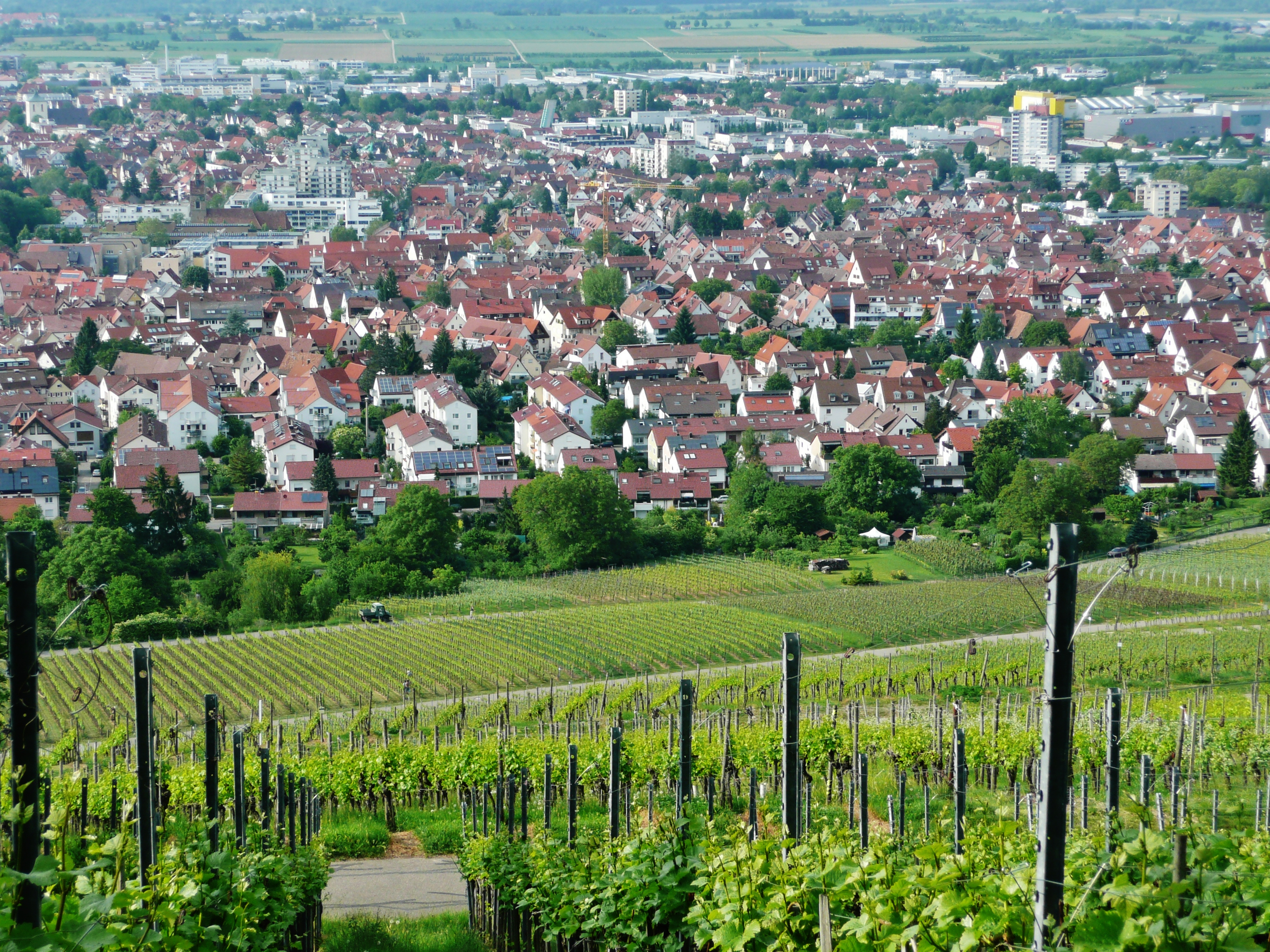
フェルバッハの町並み

フェルバッハの建築上の外観は、一面はワイン造りの街としての過去によって、別の面は20世紀初頭以後の急激な工業発展によって形成された。たとえば、フェルバッハとシュミーデンとの間のかつての田舎道（現在のバーンホーフ通り）が拡幅されたのは後者の例である。カッペルベルクの麓のワイン造りの街であるアルト＝フェルバッハでは16世紀から18世紀の農家風の木組み建築が街の景観を支配している。一方、ウンターシュタット、特にバーンホーフ通りやカンシュタッター通りでは、20世紀初めの歴史主義様式やユーゲントシュティールの市民階級的な都市家屋が支配的である。たとえば、福音主義の集会所、かつての旅館「ヴォルフスアンゲル」（現在はイタリア料理店）および様々な家屋やオフィスなどである。フェルバッハの工業建築、たとえばレンガ造りの社屋やそれに隣接して企業家の邸宅がある旧金属加工場ヴュストなども注目に値する。
前世紀の無分別な近代化により、歴史的変遷を有する建築構造は繰り返し破壊され、現在のフェルバッハには統一された都市景観が存在しない。歴史的な建造物の間に近代的で機能的な新しい建築物が現れ、全体的な景観を台無しにする。たとえば、バーンホーフ通りとカンシュタッター通りとの間にある打放しコンクリートの巨大な建造物「シティー」などのことである。この他の、たとえば歴史的な建築地区の外にあるシュヴァーベンラントハレやそれに隣接するコングレスホテルなどの建築プロジェクトは、中心街との建築上の影響関係はほとんどない。最新の都市近代化政策も多くの木組み建築の破壊という犠牲を必要とした。特に新しく建設されたフェルバッハー・マルクトハレや現在のヒンテーレ通り付近である。1950年代にウンターシュタットの外れに多くの高層ビルや緑地を有する住宅街が建設された。
1989年の東部バイパス道路建設により街の境界はシュミーデンの領域にまで拡大した。広い範囲でそれまでの農地が封鎖された。西の、シュトゥットガルトとの市境付近は、この州都への合併を避けるためもあって長い間手つかずであった。フェルバッハの都市計画は最近やっとこの原則を放棄した。ここに屋内・屋外プールが建設された。それまでのプールは完成後に閉鎖された。シュトゥットガルター通りにスーパーマーケットやホームセンターが進出したことでそれまでのオフィスの中心は西に移動した。これによりバーンホーフ通りはメインのショッピングストリートとしての性格が大きく損なわれた。昔からあった地元の小売店は大部分が飲食店に替わった。

#### ルター教会

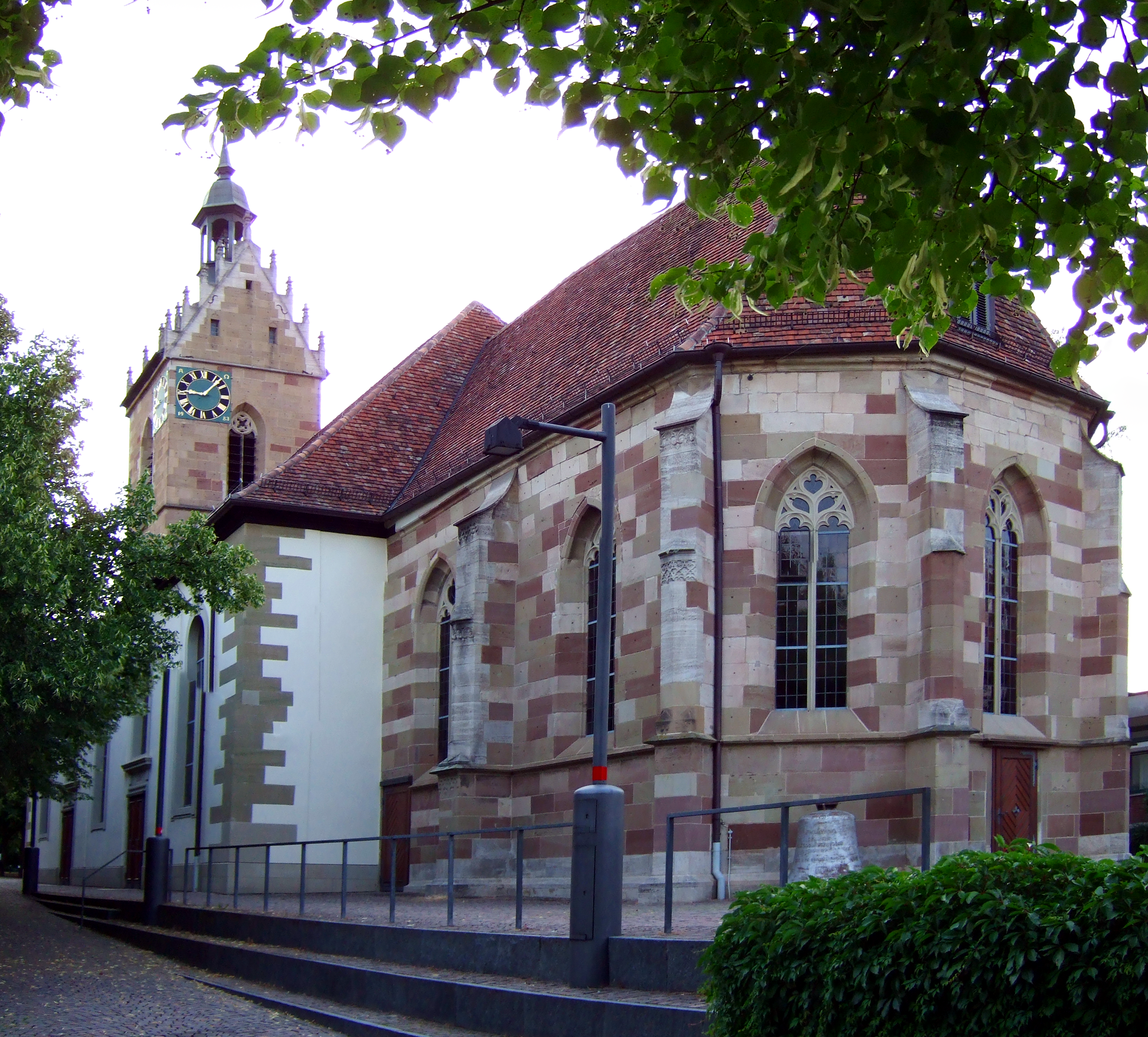
ルター教会

この街の最も重要な見所で、象徴的建造物である福音主義ルター教会（元々は聖ガルス教会）は、教会城砦として建設され、水堀を巡らせた壁で囲まれていた。19世紀初めに防御壁は取り壊された。かつての楼門だけが遺され、校舎兼教員宿舎として利用された。フェルバッハ市立博物館の模型が、教会城砦としてのかつての姿を示している。教会の塔と内陣は、1519年/1524年の新築時にまで遡る。身廊は1779年に建設された。塔は、階段破風と小塔を持つ切妻屋根を戴いている。隣の新市庁舎建設時の1986年に地中から中世の防御壁が発見された。その後、防御壁の南東の平面図が、敷石で彩色され知覚できるようになった。教会塔の半分の高さにある開口部はかつては防御壁の通路につながっていたもので、かつての防御壁の高さが判る。旧校舎が取り壊されたことで、最後に遺された教会城砦の遺構が失われた。

#### その他の教会
カトリックの聖ヨハネス教会は1923年に建造された。福音主義パウルス教会は1927年に造られた。銅葺きの屋根を戴いたどっしりとしたその教会塔は、この街の都市景観を決定づけている。マリア・レギナ教会は1967年に建設されたもので、建設当時には「ヨーロッパで最も近代的な教会建築」と称された。1994年に行われたシュミーデンの三位一体教会の修復で、その内装がゲルリンデ・ベック教授によって芸術的に新しく創られた。

#### 旧牧師館
1509年に建設された旧牧師館（1680年/1681年に改築された）はフェルバッハの牧師の住まいであった。入り口の記念板は、この館のかつての住人、特に詩人のゲオルク・コンラート・マイクラー、牧師のフリードリヒ・ヴィルヘルム・コーラー、牧師で著述家のカール・フリードリヒ・ヴェルナーを記念している。最後は、ケーキ店兼カフェとして利用された。近年改築され、住居に転用された。この建築工事は、特に古い牧師館の納屋を一部解体したことで、歴史的な建築アンサンブルに瑕を遺した。

#### 旧役場

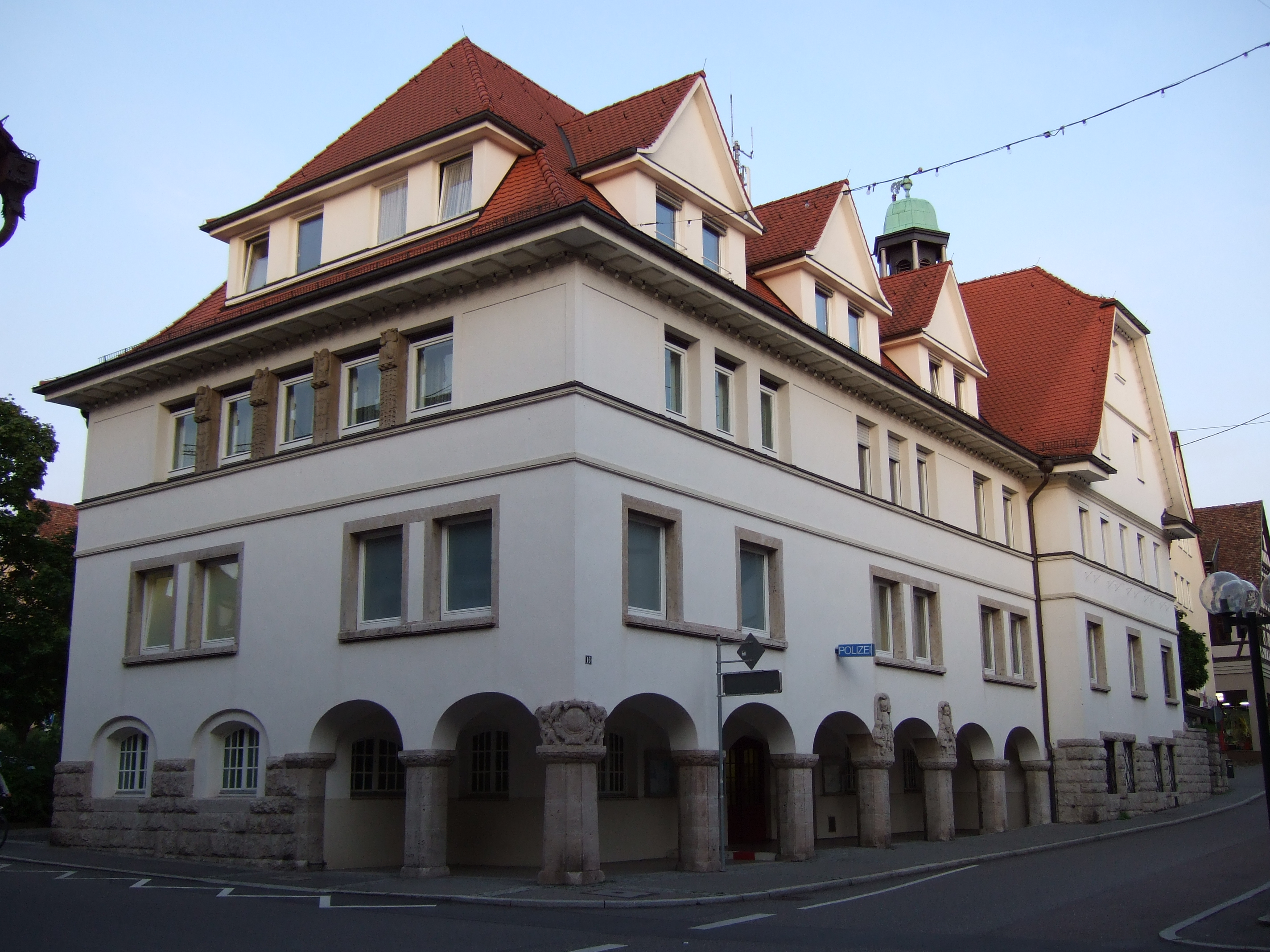
フェルバッハの旧役場

16世紀に建設された役場は、何世紀にもわたってフェルバッハの村長 (Schultheiß) の所在地であった。この建物は、市の発展や行政業務の増大に伴って何度も拡張され、最後は1912年に側翼がユーゲントシュティール様式で増築された。注目すべきは、柱に寓意的な天使像が施された1階のアーケード、大会議場の贅沢な構成や張り出し部の彩色ガラス窓である。

#### アルテ・ケルター
1906年に建設されたアルテ・ケルター（旧ブドウ絞り所、現在は展示・催事場として利用されている）は、その大きさや姿がユニークで重要な建築物である。この建物は、バーデン＝ヴュルテンベルク州最大の公共のブドウ絞り所建築として、ここでは伝統的な木組み建築が工業的に合理的な建築の大きさに結びついている。見所は、3000平方メートルを超える平面を覆う、木造でフィリグリーを施した屋根の構造である。

#### その他の建築

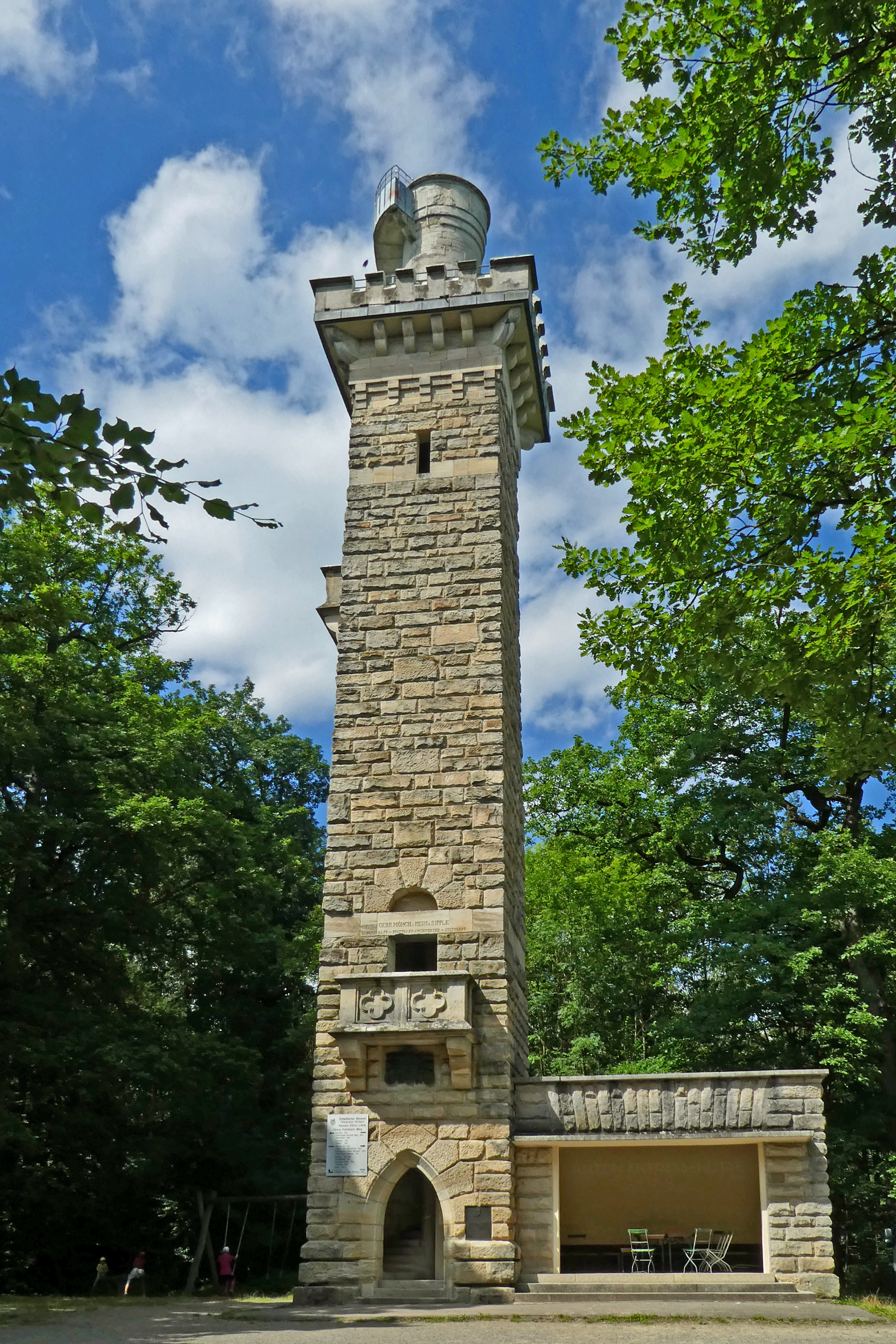
ケルネン塔

カッペルベルクの「ヴァルトシュレスレ」（直訳: 森の小城）、ケルネン山頂のケルネン塔およびユーゲントシュティール様式の新校舎。木組み建築では以下のものが優れている: ザイラー＝ハウス（ラック書店）、旅館「ツーム・ヒルシェン」、旧役場裏の旧コンスタンツァー養護施設、イリオン＝ハウス（現在のフェルバッハ市立博物館）。新しい建造物では、1986年建設の新市庁舎が傑出している。

#### 旧墓地
新市庁舎近くの旧墓地には、フェルバッハの人物の古い墓石が見られる。新しいクラインフェルト墓地の造成により、旧墓地は緑地に改造された。壁に囲まれた囲い地は、望ましくない侵入者（物乞いや押し売り）を閉め出すための、村の古い壁の最後の遺構である。注目すべきはポストに使われていた穴である。また、墓地の南西角に古い鐘楼が保存されている。

#### 換気塔
1997年、市の中心部を通る旧連邦道 B14号線のフェルバッハ・シュタットトンネルの建設工事時に建設された2本の換気塔はフェルバッハで賛否両論の建造物である。この2本の塔は街の他の建物の大部分を見下ろし、夜間には緑色の照明で目を引く。地元では、当時のフェルバッハの上級市長フリードリヒ＝ヴィルヘルム・キールにちなんでこの塔を「フリードリヒ」と「ヴィルヘルム」と呼ぶ。

#### シュミーデンの建築物
シュミーデン市区の地元の福音主義教会である聖ディノニジウスおよびバルバラ教会は、もともとコールトゥルム教会（塔と内陣が一体化した教会）として建設された。現存しているのは、12世紀に改築された内陣塔である。内陣と身廊は15世紀に建設された。内陣には、1470年から1480年に制作された壁絵がある。隣接する牧師館は、教会史家のフェルディナント・クリスティアン・バウアの生家である（記念板）。

#### エフィンゲンの建築物
エフィンゲンの小城館は、バーデン=ヴュルテンベルク文化財財団によって「2007年7月の文化財」に選ばれた。

#### ランドゥングスブリュッケ・フェルバッハ

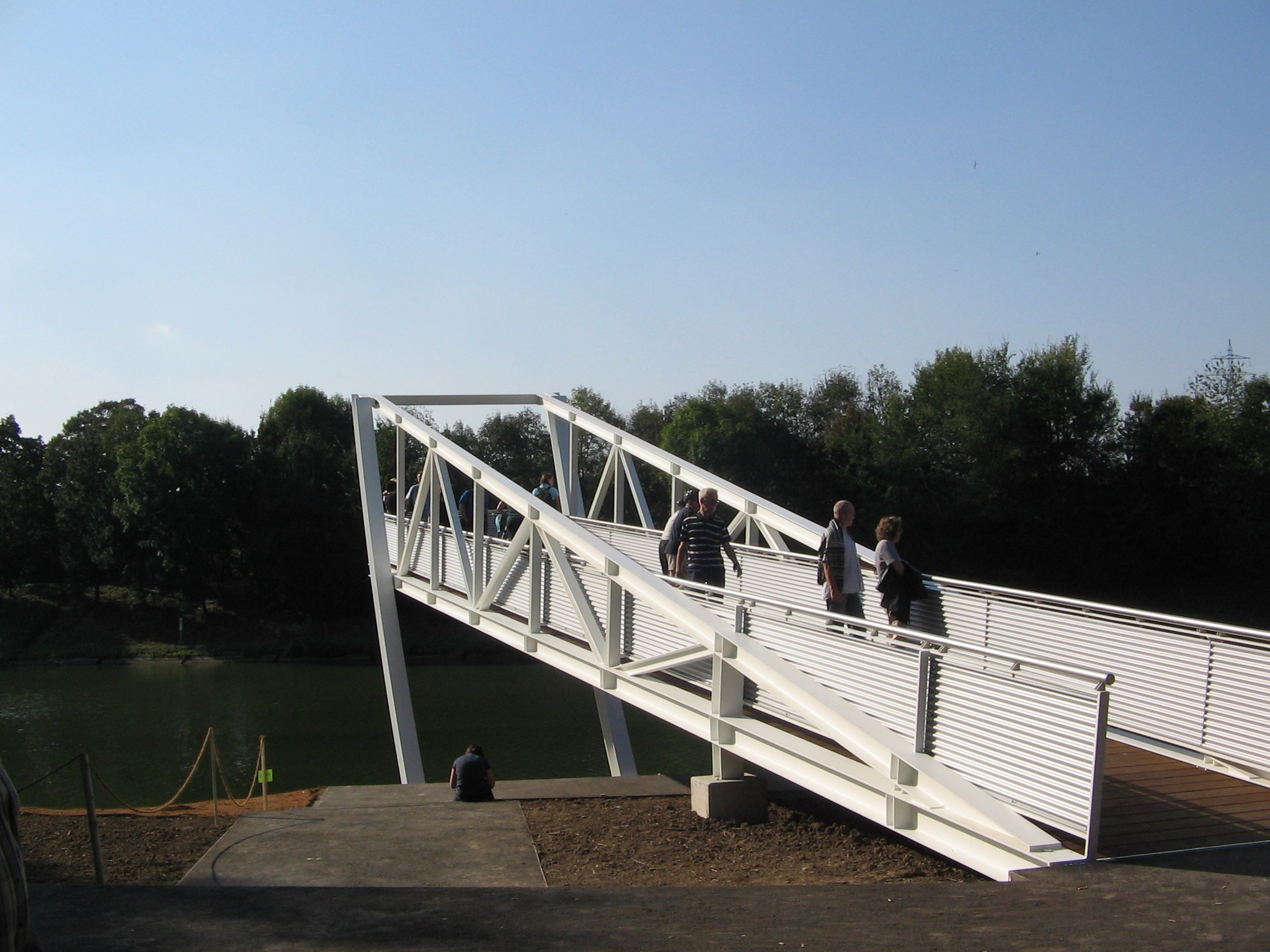
ランドゥングスブリュッケ・フェルバッハ

ヴァイデバッハタールの終わりにあたるネッカー川の数百メートルの堤はフェルバッハ市に含まれる。「ラントシャフトパルク・ネッカー（ネッカー景観公園）」プロジェクトの枠組みで2008年から2009年にこの区間の再自然化が行われ、人が歩いて通ることができる芸術作品「ランドゥングスブリュッケ・フェルバッハ」（直訳: フェルバッハ上陸用桟橋）の設置が推進された。クラウス・ブリーによって設計された長さ 24 m のこの鋼鉄作品は、水面から 6 m の高さで終わっている。

#### ベジヌングスヴェーク・フェルバッハ
ベジヌングスヴェーク・フェルバッハ（直訳: フェルバッハの思慮（または回想）の径）には、自然、芸術、宗教、哲学が集まっている。計画されている12のベジヌングスオルト（思慮・回想の場）のうち、7カ所がすでにできあがっている。

#### F.3 ファミリー・レジャープール・フェルバッハ
エスリンガー通りのマックス・グラーザー＝シュターディオンの知覚に F.3 ファミリー・レジャープール・フェルバッハがある。鍬入れの式典は2011年5月3日に行われた。このプールは、2013年9月15日にオープンした。

#### ゲーヴァ＝タワー

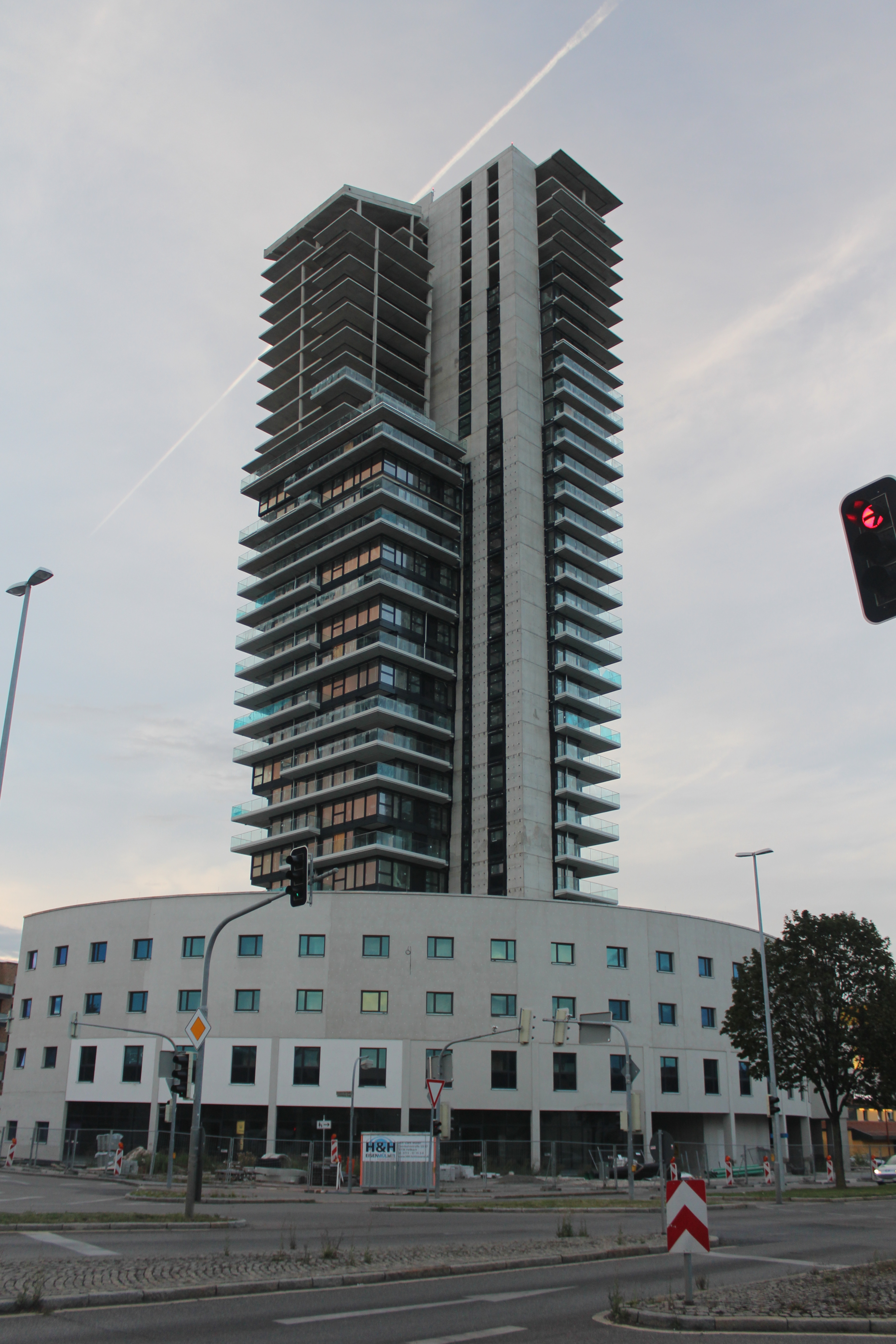
ゲーヴァー＝タワー

「フェルバッハ・タワー」（5to1＝タワーとも呼ばれる）の名前で、フェルバッハ市の東外れ (北緯48度48分59.9秒 東経09度16分55.3秒 / 北緯48.816639度 東経9.282028度) に、高さ 107 m、35階建ての住居、オフィス、ホテルが入る高層ビルが計画された。市議会は2007年11月27日にこれを承認した。2008年7月に建設予定地の多くの建物跡を撤去することで工事が始まった。この高層ビルは、バーデン＝ヴュルテンベルク州で最も高い建物であり、ドイツで3番目に高い住居建築となる予定であった。
それから4年後の2012年初めになっても、新しい建物の建設は始まらなかった。財政上の問題が原因とされた。市議会は2012年7月10日に着工を許可し、同日に建設担当者はプロジェクトの実現を公表した。度重なる遅れの後、高層ビルの建設は2014年5月に始まったが、2016年9月6日の上棟式のすぐ後に、施主のゲーヴァ 5 to 1 GmbH & Co. KG の倒産により、建設が中止された。このタワーは2018年に売却され、「SLT 107 シュヴァーベンラントタワー」と改名された。
- 旧牧師館
- 旧役場のアーケードの柱の天使像
- アルテ・ケルター
- 換気塔「フリードリヒ」と「ヴィルヘルム」
- シュミーデンの聖ディオニシウス教会
- F.3 ファミリー・レジャープール・フェルバッハ

### 年中行事

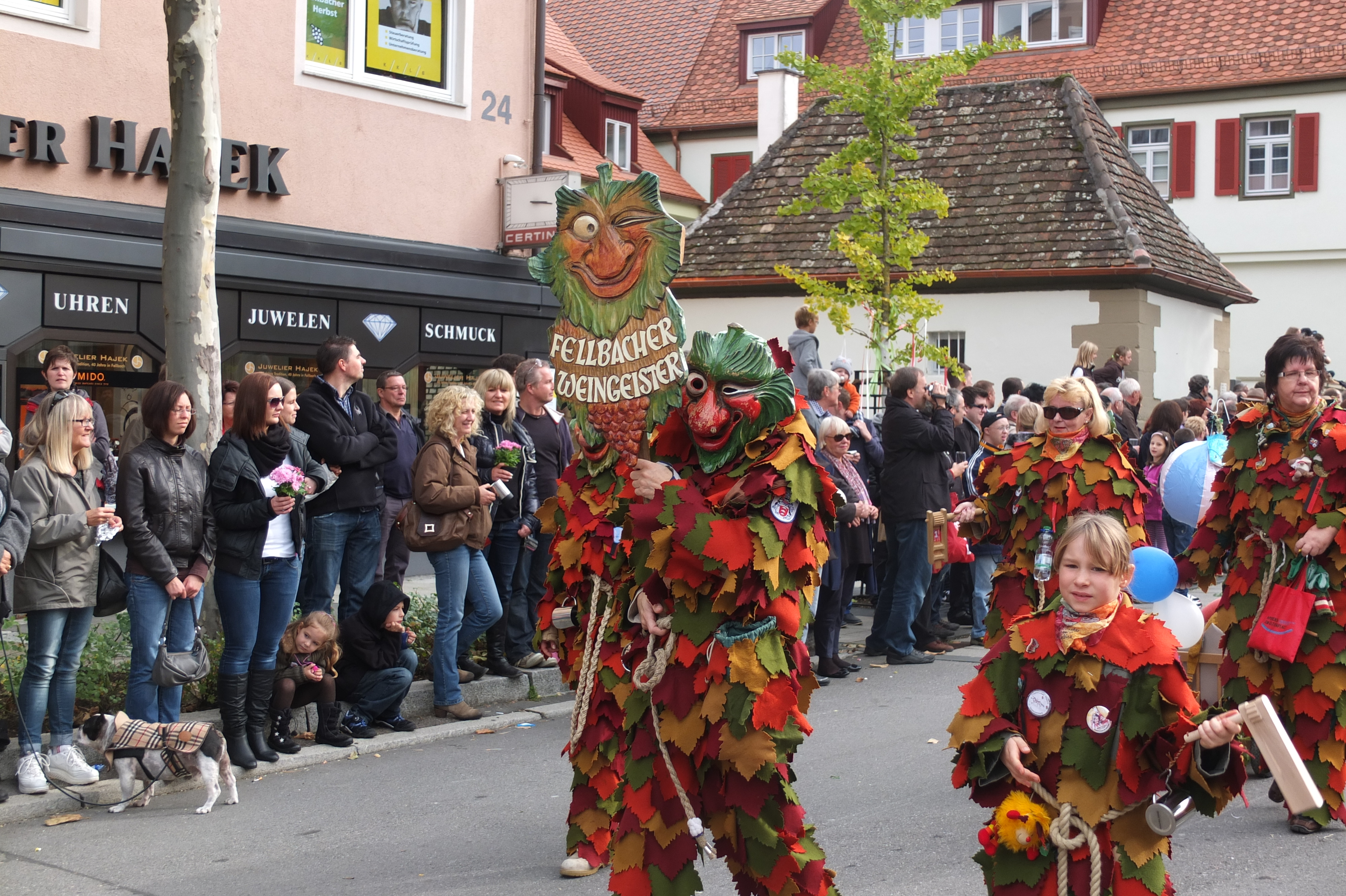
「フェルバッハの秋」のワインの幽霊パレード

- 3年ごとの3月、メーリケ賞授与の際に、メーリケと受賞者をテーマにした文学会議が開催される[27]。
- 2003年から毎年、アルテ・ケルターでバーデン＝ヴュルテンベルク州 CDU の「政治の灰の水曜日」が開催される。
- ヴァインシュテッター・レポルタージェアジェントゥーア・ツァイテンシュピーゲルは1998年から毎年春にフェルバッハ市庁舎で、積極的なルポルタージュに対してハンゼル＝ミート賞を授与している。この賞は、フェルバッハで育った写真家ハンゼル・ミートを記念したものである[28]。
- 毎年5月1日前後に「プファートフィンダー＝ラーガー＝ホッケトゼ」（プファラーオ）が開催される。
- 4月30日に多くの居酒屋やレストランが参加する「フェルバッハー・ホプフ」が開催される。伝統的にフェルバッハ上級市長は朝5時にノイエ・ケルターで、パーティーのゲストのために目玉焼きとスクランブルエッグを焼く。
- 5月の第1週末に「コガネムシ祭り」が開催される[29]。
- 3年ごと夏に、「トリエンナーレ・クラインプラスティーク」（小型塑像）がアルテ・ケルターで開催される。1980年に創始されたこのトリエンナーレは、小型作品の現代彫刻家にとって最も重要な国際フォーラムの1つである[30]。
- 同じく3年間隔で「ヨーロッパの文化の夏」が2001年から開催されている。選ばれた芸術的なテーマに基づき、西ヨーロッパと東ヨーロッパのゲスト国がその文化を紹介する。（2017年はイタリアとギリシアであった）[31]
- 7月には市庁舎の中庭で伝統的な「フェルバッハ屋外映画」が行われる[32]。
- 9月の第1日曜日前後の週末に音楽クラブ「リラ」は遊園地や屋台が出る「シュミデナー・キルベ」を開催している。
- ユーゲントハウス・フェルバッハがボランティアで組織する野外音楽祭のレプストック・フェスティバルは1976年から開催されている。2年ごとの夏休み最初の週末にランゲン・タール/エフィンゲンで開催される。
- 10月の第2週末に「フェルバッハの秋」（ワイン祭り）が開催される。他の民衆祭と異なり、ビールは提供されない[33]。
- アドヴェントには、市庁舎周辺でクリスマスマーケットが開かれる[34]。

### 行楽
- フェルバッハはヴュルテンベルクのワイン造り地域に位置し、ヴュルテンベルク・ワイン街道に面している[35]。
- カペルベルクやケルネン山のケルネン塔が人気のハイキング地である。
- シュミーデン市区にレジャーランド「レームグルーベ」がある。ここには、様々な年齢層向けの遊戯広場、公園鉄道、アスレチックコース、日光浴用の芝生、スケートボード場、模型自動車用のコース、グリル広場、池がある。

### クラブ、協会
フェルバッハには 29のスポーツクラブがある（2003年現在）。このうち TSV シュミーデンが最も会員数が多く、わずかな差で SV フェルバッハがこれに次ぐ。その他に、7つの音楽クラブ、5つの歌唱クラブ、9つの慈善クラブ、4つのカーニバル習俗クラブがある。国内外の職業コンテストのための公益クラブ「ワールドスキルス・ジャーマニー」もフェルバッハに本部を置いている。

## 人物

### 出身者
- ヤーコプ・ガウアーマン（ドイツ語版、英語版）（1773年 - 1843年）画家、銅版画家。エッフィンゲン出身。
- フェルディナント・クリスティアン・バウア（1792年 - 1860年）神学者、教会史家。テュービンゲン学派（ドイツ語版）の創始者。シュミーデン出身。

### ゆかりの人物
- フリードリヒ・ジルヒャー（1789年 - 1860年）作曲家。1803年から1806年までフェルバッハに住んだ。
- エドゥアルト・メーリケ（1804年 - 1875年）詩人。1873年にフェルバッハに住んだ。
- ゲルハルト・エルトル（1936年 - ）2007年にノーベル化学賞を受賞した化学者。シュミーデンで育った。
- ヨシュカ・フィッシャー（1948年 - ）連邦外務大臣兼副首相を務めた政治家。1965年にフェルバッハに住んだ。
- ペーター・レーマン（ドイツ語版、英語版）（1950年 - ）社会教育学者、作家、反精神医学活動家。1955年から1970年までフェルバッハに住んだ。
- リオ・ライザー（ドイツ語版、英語版）（1950年 - 1996年）歌手、作曲家、作詞家。1957年から1961年までシュミーデンに住んだ。
- サミ・ケディラ（1987年 - ）サッカー選手。フェルバッハで育った。

## 関連文献
- Otto Borst (1990). Fellbach. Eine schwäbische Stadtgeschichte. Stuttgart: Theiss. ISBN 978-3-8062-0594-7
- Georg Eppinger (1908). Fellbach. Beschreibung, Geschichte und Führer
- Hans-Volkmar Findeisen (1985). Pietismus in Fellbach 1750–1820 zwischen sozialem Protest und bürgerlicher Anpassung. Zur historisch-sozialen Entwicklungsdynamik eines millenaristischen Krisenkults. Universität Tübingen
- Erich Keyser, ed (1962). Württembergisches Städtebuch. Deutsches Städtebuch. Handbuch städtischer Geschichte. Bd. 4.2. Stuttgart: Kohlhammer
- Stadt Fellbach, ed (1958). Fellbach. Heimatbuch der Großen Kreisstadt vor den Toren Stuttgarts. Stadtverwaltung, Fellbach
- Stadt Fellbach, ed (1993). Geschichten zur Fellbacher Geschichte. Nachdruck der Studien zur Geschichte Fellbachs, Oeffingens und Schmidens von Georg Eppinger, Anton Plappert und Adolf Kofink. Stadtverwaltung, Fellbach
- Stadt Fellbach, ed (1996). Fellbach-Einblicke. Eine Stadt stellt sich vor. Stuttgart: Staatsanzeiger für Baden-Württemberg. ISBN 978-3-929981-15-5
- Günther Willmann; Peter D. Hartung (2004). Fellbach. Tübingen: Silberburg. ISBN 978-3-87407-640-1

これらの文献は、翻訳元であるドイツ語版の参考文献として挙げられていたものであり、日本語版作成に際し直接参照してはおりません。